# Miss Dulcie from Dixie
Miss Dulcie from Dixie er en amerikansk stumfilm fra 1919 af Joseph Gleason.

## Medvirkende
- Gladys Leslie som Dulcie Culpepper
- Charles Kent
- Arthur Donaldson som John
- Julia Swayne Gordon
- James Morrison som Orrin Castleton